# Fernando Yarade
Fernando Yarade (Salta, 24 de febrero de 1968) es un contador público nacional argentino que se desempeñó como diputado de la nación argentina por la provincia de Salta entre 2009 y 2013.

## Biografía
Fernando Yarade es un contador público nacional y político argentino que está casado con Alejandra Cecilia Gómez con quien tiene tres hijos. Recibió su título de contador público en la Universidad Nacional de Córdoba egresándose en el año 1992.
Comenzó a trabajar en el sector público como Interventor del Banco de Préstamos y Asistencia Social de la Provincia de Salta en el año 1996 cargo que ejerció durante un año. Luego en 1997 asumió como Secretario de Finanzas de la provincia de Salta y se mantuvo en el puesto hasta el año 2000. Después de eso fue Secretario de Ingresos Públicos de la Provincia de Salta durante un año y en 2001 pasaría a ser Ministro de Hacienda y Obras Públicas durante la gobernación de Juan Carlos Romero.
En 2005 dejaría de ser ministro ya que sería elegido como senador provincial por el departamento de la capital. Durante su mandato como senador presidiría la comisión de hacienda.
Finalizando su mandato como senador provincial se presentaría como candidato a diputado nacional por el Partido Justicialista. Ese año tuvo la particularidad de que enfrentó a Yarade con el espacio peronista respondiente a su exjefe, el exgobernador Romero. Fernando sacaría 145.052 votos superando los 115.395 de Walter Wayar, exvicegobernador. A pesar de ganar las elecciones, debido a los resultados parejos Yarade, Wayar y Olmedo obtendrían una banca en el congreso de la nación.
Finalizado su mandato como diputado nacional se alejó de los primeros planos de la política dedicándose a su profesión en la actividad privada.
Su retorno a la actividad política se da en el año 2017 cuando el gobernador Juan Manuel Urtubey lo convoca para ser el nuevo jefe de gabinete de ministros de la Provincia de Salta en reemplazo del saliente Carlos Parodi luego de la derrota electoral de 2017. Yarade se desempeñaría en el cargo durante dos años alejándose en agosto de 2019 luego de sentirse amenazado tras un episodio con un dron que sobrevoló su domicilio.